# Ergebnisse der Kommunalwahlen in Frankenthal (Pfalz)
In den folgenden Listen werden die Ergebnisse der Kommunalwahlen in Frankenthal (Pfalz) aufgelistet. Es werden im ersten Teil die Ergebnisse der Stadtratswahlen ab 1999 angegeben.
Es werden nur diejenigen Parteien und Wählergruppen aufgelistet, die bei wenigstens einer Wahl mindestens zwei Prozent der gültigen Stimmen erhalten haben. Bei mehrmaligem Überschreiten dieser Grenze werden auch Ergebnisse ab einem Prozent aufgeführt. Das Feld der Partei, die bei der jeweiligen Wahl die meisten Stimmen bzw. Sitze erhalten hat, ist farblich gekennzeichnet.

## Parteien
- AfD: Alternative für Deutschland
- B’90/Grüne: Bündnis 90/Die Grünen → Grüne
- CDU: Christlich Demokratische Union Deutschlands
- FDP: Freie Demokratische Partei
- Grüne: B’90/Grüne
- Linke: Die Linke
- REP: Die Republikaner
- SPD: Sozialdemokratische Partei Deutschlands

## Wählergruppen
- FWG: Freie Wählergruppe Frankenthal e. V.
- LZ: Liste ZukunFT e. V.
- WG: Wählergemeinschaften; da sich die Ergebnisse für 1999 und 2004 nicht auf einzelne Gruppen aufschlüsseln lassen.

## Abkürzung
- Wbt.: Wahlbeteiligung

## Stadtratswahlen
Stimmenanteile der Parteien in Prozent
| Jahr | Wbt. | CDU  | SPD  | FWG  | Grüne | Linke | FDP | AfD  | LZ  | REP | WG  |
| ---- | ---- | ---- | ---- | ---- | ----- | ----- | --- | ---- | --- | --- | --- |
| 1999 | 56,4 | 46,9 | 36,5 |      | 4,6   |       | 2,7 |      |     | 2,6 | 6,3 |
| 2004 | 51,2 | 50,8 | 25,6 |      | 6,1   |       | 4,3 |      |     | 4,7 | 8,5 |
| 2009 | 45,4 | 48,7 | 26,6 | 10,7 | 7,9   |       | 6,2 |      |     |     |     |
| 2014 | 45,2 | 47,2 | 26,1 | 10,7 | 7,6   | 5,4   | 3,0 |      |     |     |     |
| 2019 | 51,4 | 35,6 | 21,2 | 8,9  | 15,1  | 4,2   | 5,4 | 9,6  |     |     |     |
| 2024 | 54,4 | 19,3 | 12,5 | 41,8 | 6,0   |       | 2,3 | 16,1 | 2,0 |     |     |

Sitzverteilung
| Jahr | Gesamt | CDU | SPD | FWG | Grüne | Linke | FDP | AfD | LZ | REP | WG |
| ---- | ------ | --- | --- | --- | ----- | ----- | --- | --- | -- | --- | -- |
| 1999 | 44     | 22  | 17  |     | 2     |       |     |     |    |     | 3  |
| 2004 | 44     | 23  | 11  |     | 2     |       | 2   |     |    | 2   | 4  |
| 2009 | 44     | 21  | 12  | 5   | 3     |       | 3   |     |    |     |    |
| 2014 | 44     | 21  | 12  | 5   | 3     | 2     | 1   |     |    |     |    |
| 2019 | 44     | 16  | 9   | 4   | 7     | 2     | 2   | 4   |    |     |    |
| 2024 | 44     | 8   | 6   | 18  | 3     |       | 1   | 7   | 1  |     |    |

## Ortsbeiratswahlen ab 2004

### Eppstein
Stimmenanteile der Parteien in Prozent
| Jahr | Wbt. | SPD  | CDU  | FWG  | Grüne |
| ---- | ---- | ---- | ---- | ---- | ----- |
| 2004 | 64,0 | 28,8 | 50,9 | 16,1 | 4,2   |
| 2009 | 62,1 | 51,9 | 35,8 | 12,4 |       |
| 2014 | 63,2 | 48,7 | 32,0 | 12,1 | 7,2   |
| 2019 | 66,7 | 42,3 | 30,1 | 13,1 | 14,5  |
| 2024 | 68,5 | 31,7 | 22,5 | 39,3 | 6,5   |

Sitzverteilung ab 2009
| Jahr | Gesamt | SPD | CDU | FWG | Grüne |
| ---- | ------ | --- | --- | --- | ----- |
| 2009 | 9      | 5   | 3   | 1   |       |
| 2014 | 9      | 4   | 3   | 1   | 1     |
| 2019 | 9      | 4   | 3   | 1   | 1     |
| 2024 | 9      | 3   | 2   | 3   | 1     |

### Flomersheim
Stimmenanteile der Parteien in Prozent
| Jahr | Wbt. | CDU  | SPD  | Grüne | FWG  |
| ---- | ---- | ---- | ---- | ----- | ---- |
| 2004 | 57,7 | 40,7 | 32,9 | 18,1  | 8,3  |
| 2009 | 59,1 | 40,4 | 31,6 | 19,2  | 8,8  |
| 2014 | 56,1 | 47,8 | 26,8 | 15,1  | 10,2 |
| 2019 | 62,5 | 47,0 | 20,3 | 18,4  | 14,4 |
| 2024 | 66,4 | 40,1 | 19,3 | 8,3   | 32,3 |

Sitzverteilung ab 2009
| Jahr | Gesamt | CDU | SPD | Grüne | FWG |
| ---- | ------ | --- | --- | ----- | --- |
| 2009 | 9      | 3   | 3   | 2     | 1   |
| 2014 | 9      | 4   | 3   | 1     | 1   |
| 2019 | 9      | 4   | 2   | 2     | 1   |
| 2024 | 9      | 3   | 2   | 1     | 3   |

### Mörsch
Stimmenanteile der Parteien in Prozent
| Jahr | Wbt. | SPD  | CDU  | FWG  | Grüne |
| ---- | ---- | ---- | ---- | ---- | ----- |
| 2004 | 60,2 | 43,3 | 45,4 | 7,8  | 3,6   |
| 2009 | 50,6 | 53,5 | 33,2 | 13,2 |       |
| 2014 | 51,0 | 46,7 | 41,8 | 11,4 |       |
| 2019 | 59,8 | 41,7 | 33,7 | 12,2 | 12,4  |
| 2024 | 59,0 | 32,6 | 25,2 | 35,5 | 6,7   |

Sitzverteilung ab 2009
| Jahr | Gesamt | SPD | CDU | FWG | Grüne |
| ---- | ------ | --- | --- | --- | ----- |
| 2009 | 9      | 5   | 3   | 1   |       |
| 2014 | 9      | 4   | 4   | 1   |       |
| 2019 | 9      | 4   | 3   | 1   | 1     |
| 2024 | 9      | 3   | 2   | 3   | 1     |

### Studernheim
Stimmenanteile der Parteien in Prozent
| Jahr | Wbt. | SPD  | CDU  | FWG  |
| ---- | ---- | ---- | ---- | ---- |
| 2004 | 66,1 | 38,4 | 51,5 | 10,1 |
| 2009 | 66,0 | 55,1 | 35,2 | 9,7  |
| 2014 | 66,0 | 50,9 | 37,4 | 11,8 |
| 2019 | 72,0 | 40,5 | 43,6 | 15,9 |
| 2024 | 74,1 | 8,4  | 35,4 | 56,1 |

Sitzverteilung ab 2009
| Jahr | Gesamt | SPD | CDU | FWG |
| ---- | ------ | --- | --- | --- |
| 2009 | 9      | 5   | 3   | 1   |
| 2014 | 9      | 5   | 3   | 1   |
| 2019 | 9      | 4   | 4   | 1   |
| 2024 | 9      | 1   | 3   | 5   |